# クバーナ航空972便墜落事故
クバーナ航空972便墜落事故（クバーナこうくう972びんついらくじこ）は2018年5月18日にホセ・マルティ国際空港発インテルナシオナル・フラン・パイス空港行のクバーナ航空972便（コード:CU972/CUB972、機材:ボーイング737-201Adv）がホセ・マルティ空港を離陸直後に墜落した事故である。機体は墜落後に炎上した。墜落地点は空港から約10キロ、ハバナ市街地から約19キロメートル（12マイル）離れた農場だった。 乗員乗客113人のうち112人が死亡した。

## 飛行の詳細

### 事故機
事故機のボーイング737-201Adv（XA-UHZ）は、メキシコのグローバル・エアがクバーナ航空へウェット・リースし運航していたチャーター便だった。1979年7月に初飛行を行い、同年8月にピードモント航空に納入された。その後、複数の会社を経て2007年にグローバル・エアが購入し、墜落までクバーナ航空を含む数社にリースしていた。
グローバル・エアの発表によると、事故機は2017年11月に行われたメキシコ政府の検査に合格し、運航及びリースに関する証明を得ていた。

### 乗員乗客
972便には2人のパイロットと4人の客室乗務員が乗務しており、全員がメキシコ人だった。乗客は107人で、国籍は以下の通り。
搭乗した113人のうち、4人の乗客が重傷を負いながらも即死を免れたが、そのうちの1人は病院で数時間後に死亡した。 他の1名は3日後に事故が原因で死亡した。また他の1名も事故後1週間で死亡した。以上により死者112名、生存者は1名となった。
| 国籍               | 乗客 | 乗員 | 合計 | 死亡者 |
| ------------------ | ---- | ---- | ---- | ------ |
| キューバ           | 102  | 0    | 102  | 101    |
| メキシコ           | 1    | 6    | 7    | 7      |
| アルゼンチン       | 2    | 0    | 2    | 2      |
| 西サハラ/ スペイン | 1    | 0    | 1    | 1      |
| 西サハラ           | 1    | 0    | 1    | 1      |
| 総計（5国籍）      | 107  | 6    | 113  | 112    |

## 事故の経緯
972便はホセ・マルティ国際空港からインテルナシオナル・フラン・パイス空港へ向かう国内定期便で、乗客107人、乗員6人の計113人が搭乗していた。6人の乗員はメキシコ人だった。
現地時間12時10分、972便はホセ・マルティ国際空港の滑走路06から離陸した。離陸直後、機体は右へ傾き始め、バンク角は35度近くに達した。ピッチ角が30度まで上がり、機体が左右に数回傾いた。パイロットはメーデーを宣言し、管制官は滑走路06への緊急着陸を許可した。離陸から約40秒後、972便は空港から1kmほどの農場に墜落した:1–9。墜落現場の農場は政府所有のもので、地上での被害はなかった。墜落後に火災が発生し、空港にいた目撃者は、墜落地点から煙がのぼっていたと証言した。ハバナから消防士や救助隊員が駆けつけ、救助を行った。ホセ・マルティ国際空港は墜落後に一時的に閉鎖されたが、午後に再開した。この事故は2010年のアエロ・カリビアン航空883便墜落事故以降にキューバで発生した初めての民間機の墜落であった。また、キューバで発生した航空事故の中で、クバーナ航空9646便墜落事故に次いで死者数の多い事故となった。本事故の一報に接したミゲル・ディアス＝カネル国家評議会議長（閣僚評議会議長兼摂）は、ロベルト・モラレス・オヘダ公衆衛生大臣と共に直ちに現場へ急行し、災害状況を視察した。

## 事故調査
ミゲル・ディアス＝カネル国家評議会議長は、墜落原因の解明のため特別委員会を結成したと声明を出した。アメリカの国家運輸安全委員会（NTSB）と連邦航空局（FAA）は、要請があれば協力すると発表した。事故機の製造元であるボーイングは、キューバへ技術チームを派遣すると述べた。
運輸大臣アデル・イスキエルドは、フライトデータレコーダーは19日に、コックピットボイスレコーダーは24日にそれぞれ回収したと発表した 。
5月19日、メキシコ政府は、航空会社が規制違反をしていないかどうかを確認するために、メキシコ民間航空局（DGAC）がグローバル・エアの調査を行うと発表した 。その後5月21日、メキシコ当局はグローバル・エアの運航を一時的に差し止めた 。
墜落の翌日、元従業員とクバーナ航空の従業員がグローバル・エアのメンテナンスに問題があり安全性が低くなっていたと主張した。ガイアナ民間航空局とチリ民間航空局は、2017年に乗員が事故機に荷物を積み過ぎていることを発見したため、ガイアナ空域の飛行を禁止したと述べた。
7月17日、グローバル・エアは、ブラックボックスの記録などから、事故原因がパイロットエラーであると公表した。離陸時の上昇率が高すぎたため、機体は揚力を失い失速、墜落したと述べた。メキシコ民間航空局は、グローバル・エアの運行停止処分はまだ取り消さないとしており、また、メキシコのパイロット組合は、グローバル・エアの声明は不適当であり、調査が終了する前に、事故原因をパイロットエラーとしているが、機体重量の問題や機器の故障といった要素が考慮されておらず無責任だと述べた。組合のスポークスマンである、マウリシオ・アギレラ（Mauricio Aguilera）は、国内ニュースの記事に、「グローバル・エアは自分達の利益だけを守ろうとしている」と語った。2018年7月25日現在、キューバ、メキシコ、アメリカの調査委員会は、事故原因を公表していない。
2019年5月16日、キューバの民間航空研究所は「事故原因として最も考えられるのは、乗員が機体重量を誤算し、積載バランスも誤ったことである。そのため、機体は離陸直後に墜落した。」と述べた。
9月12日、キューバ民間航空機構（IACC）は最終報告書を公表した。